# Semnoz
Le Semnoz (pron. [sɛmnọ]) ou montagne du Semnoz est une montagne de moyenne altitude (1 702 mètres) longue de 16 kilomètres, en Haute-Savoie, à l'extrémité nord du massif des Bauges, entre Annecy au nord et Allèves (cluse de Bange) au sud selon une direction nord-nord-est / sud-sud-ouest. Le Semnoz est formé d'un anticlinal de calcaires urgoniens ; géologiquement, c'est un typique mont jurassien.

## Toponymie
Les cartographes romains baptisèrent la montagne « Saumon » à cause de sa forme qui leur rappelait celle de ce poisson.
Les noms des montagnes appartenant aux couches les plus anciennes des noms, ils sont la plupart du temps d'origine celte ou indo-européenne. Semnoz semble être un composé de la racine celte  sem- qui signifie « un, même, ensemble », et du suffixe théonymique celte courant -no. On  retrouve la racine sem- dans les noms de certains rois de l'époque gauloise. Leur nom signifie alors « roi suprême ». Dans la langue celte continentale Semno était un nom désignant une divinité et signifiant quelque chose comme « l'unique, le maître solitaire, le suprême ». « Collines et montagnes sont souvent, chez les peuples traditionnels, la demeure des dieux ».
Le nom en arpitan est Semeno, pron. [ˈsɛm.no].

## Sommets
- Crêt de Châtillon (1 702 m),
- Crêt de l'Aigle (1 646 m),
- Crêt de Tertère (1 622 m),
- Crêt de la Grande Danne (1 530 m).

Du haut du Crêt de Châtillon, où se trouve une table d’orientation, il est possible d'observer les différentes montagnes aux alentours : Parmelan, Dents de Lanfon, pointe Percée, mont Blanc, dôme et aiguille du Goûter, Dent du Géant, aiguille du Midi, massif du Beaufortain, mont Pourri, massif des Bauges, massif des Écrins, Dent du Chat, ainsi que deux des 3 lacs : lac du Bourget et lac d'Annecy. Ce dernier est plus visible depuis un point plus en aval car, depuis le sommet, un épaulement de la montagne le masque presque entièrement.
Au départ d’Annecy ou de Quintal, la route monte quasiment jusqu’au sommet, permettant aux personnes ne pouvant pas faire de longues marches d’admirer un magnifique paysage et le panorama exceptionnel. La route redescend sur l’autre versant en direction du col de Leschaux, permettant ainsi de revenir vers Annecy par le bord du lac ou de partir en direction des Bauges.

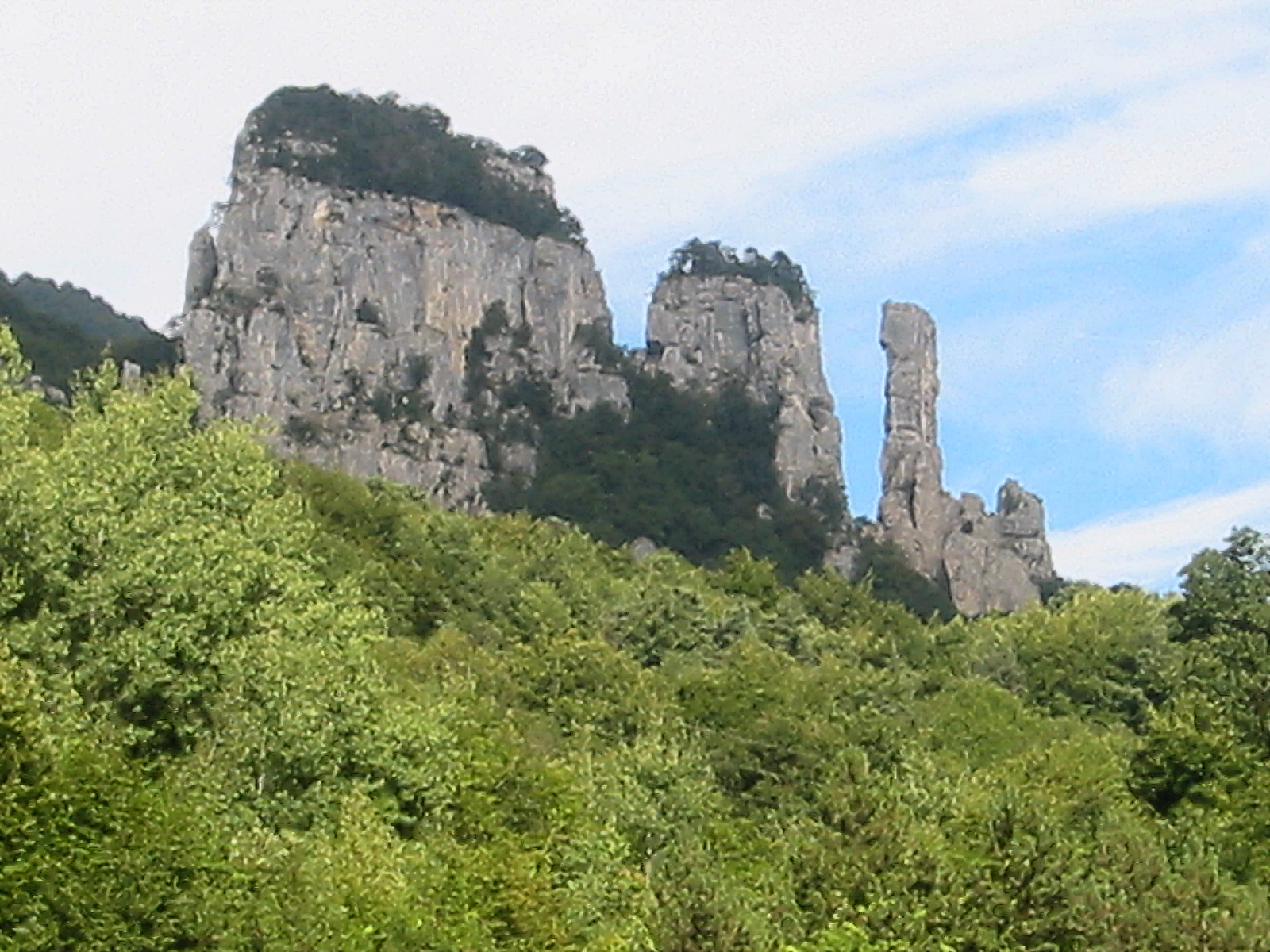
Les tours Saint-Jacques au-dessus d'Allèves à l'extrémité méridionale du Semnoz.

Les tours Saint-Jacques, toponyme provenant du nom de la chapelle d'un ancien prieuré,, anciennement appelées « aiguilles de Racheroche », sont trois monolithes calcaires situés sur la commune d'Allèves, sur le contrefort sud-ouest du Semnoz. La grosse tour mesure 70 m de hauteur et culmine à 991 m d’altitude. La grosse tour et la tour centrale sont des escalades faciles, tandis que la « chandelle » est une escalade très aérienne avec un pas de V+. Elles sont pourtant peu fréquentées, car le rocher est de mauvaise qualité.

## Tourisme
Poumon vert de l'agglomération d'Annecy, le Semnoz est aussi surnommé « la montagne aux Annéciens ». Le massif faisant partie du parc naturel des Bauges est très protégé et il y est impossible d'y construire depuis les années 1970. Pour l'agglomération d'Annecy où les terrains sont rares et donc très chers, c'est une chance de garder un espace vert de cette qualité et qui plonge directement au centre-ville. À l'exception de son sommet, en alpage, le Semnoz est entièrement boisé.
On y trouve :
- le parc aux biches de la Grande Jeanne ;
- le centre aéré des Puisots et le centre aéré de Quintal sur son flanc ouest ;
- le jardin botanique alpin de la Maison du Semnoz ;
- une station de ski ;
- une luge d'été ;
- le chalet d'alpage de l'Abbaye.

On peut y faire :
- de multiples promenades à pied, en VTT ou à cheval au départ d'Annecy, au-dessus de la Visitation (mais également depuis Sévrier, Saint-Jorioz, La Chapelle-Saint-Maurice et Quintal) ;
- de l'escalade (Rocher des Becs et La Grande Jeanne) ;
- du vélo et VTT : la montée du Semnoz peut se faire soit à partir d'Annecy, soit en partant de Sévrier, via le col de Leschaux. L'été, un bus de la ville monte les vététistes et les randonneurs pour une longue redescente ;
- de la spéléologie : gouffre de Germinal, cavité creusée dans le Hauterivien d'une profondeur de 191 mètres pour 1 309 mètres de développement située sur la commune de Leschaux, et les gouffres du Pendu et de la Dent du Gonvi ainsi que la grotte de l'Ours[10].

Panorama depuis le Semnoz, côté est.

## Gestion du Semnoz

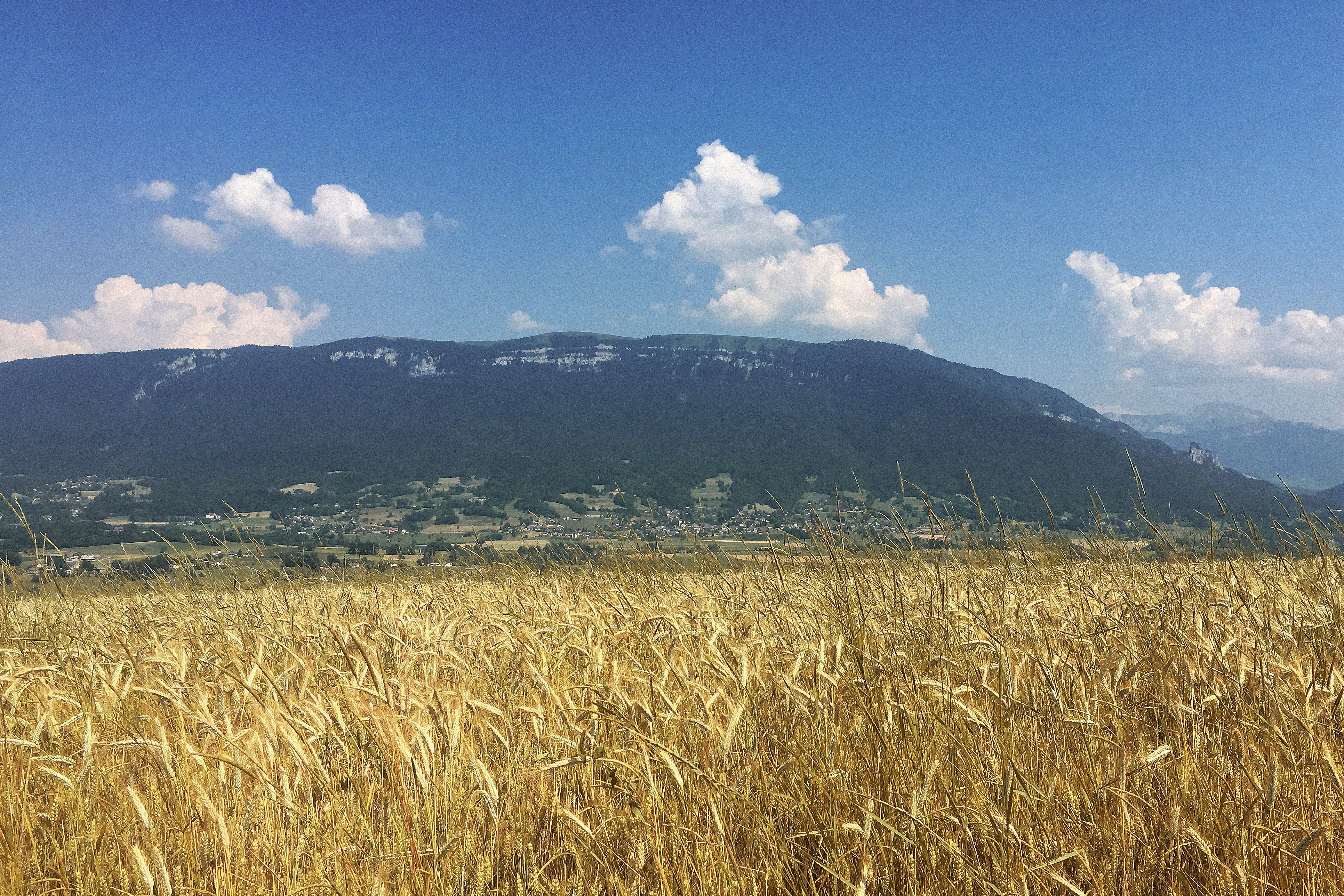
Le Semnoz vu depuis le sommet de la colline d'Héry-sur-Alby.

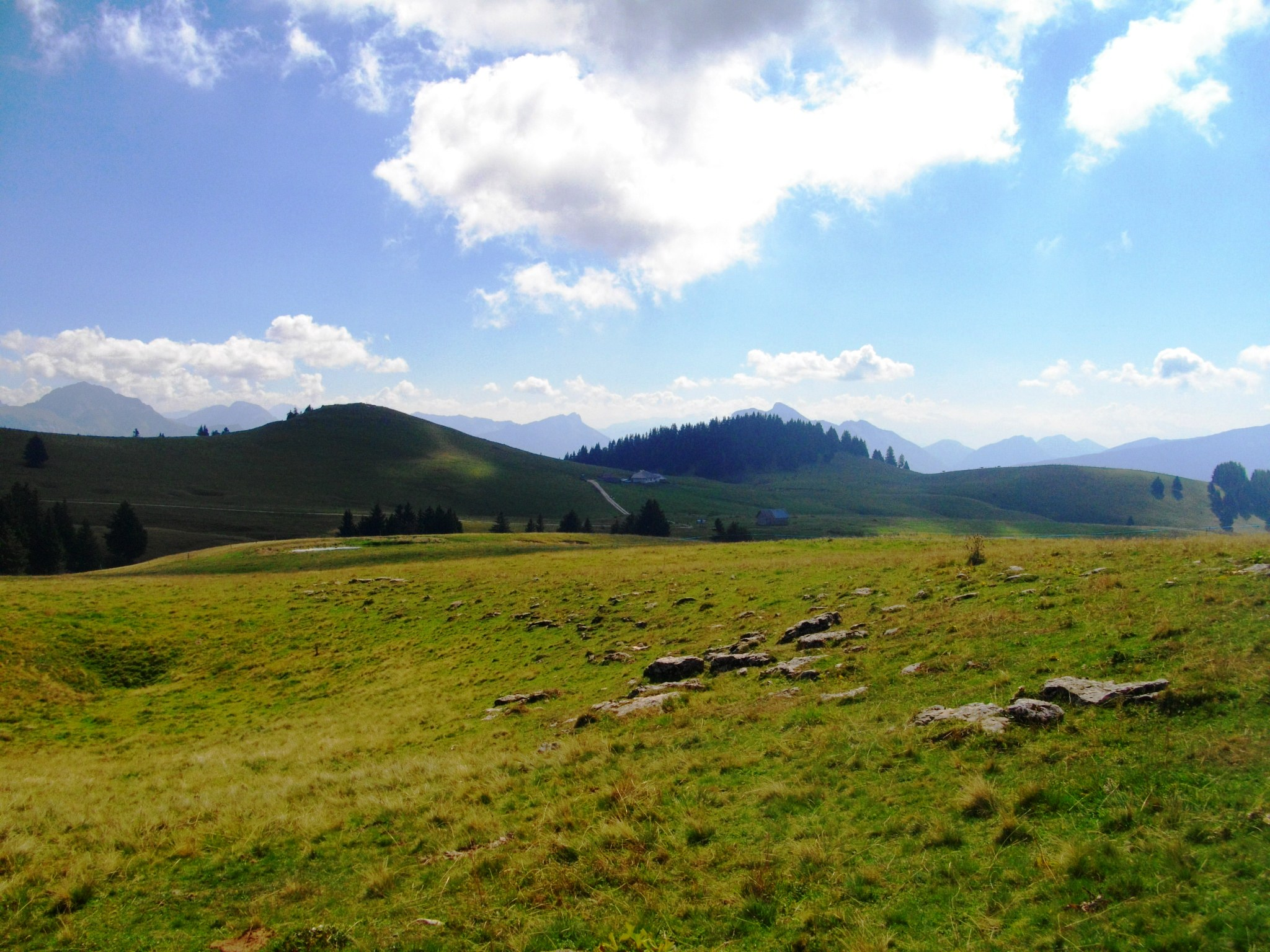
L'extrémité méridionale du plateau sommital du Semnoz avec les autres sommets du massif des Bauges.

Le Semnoz a été géré par l'ensemble des communes qui se partagent son territoire (Allèves, Gruffy, Viuz-la-Chiésaz, Quintal, Vieugy, Annecy, Sévrier, Saint-Jorioz, Leschaux). À l'initiative du maire d'Annecy, Charles Bosson, elles se sont réunies entre 1969 et 2019 dans le Syndicat intercommunal pour la protection et l'aménagement du Semnoz (SIPAS), en collaboration avec l'Office national des forêts (ONF) et la Solutions Alternatives Environnement (SAE). En 1976, le SIPAS empêche la création par un promoteur d'un grand complexe hôtelier à son sommet. Depuis 2019, la station du Semnoz est gérée par la communauté d'agglomération du Grand Annecy.

### Les alpages

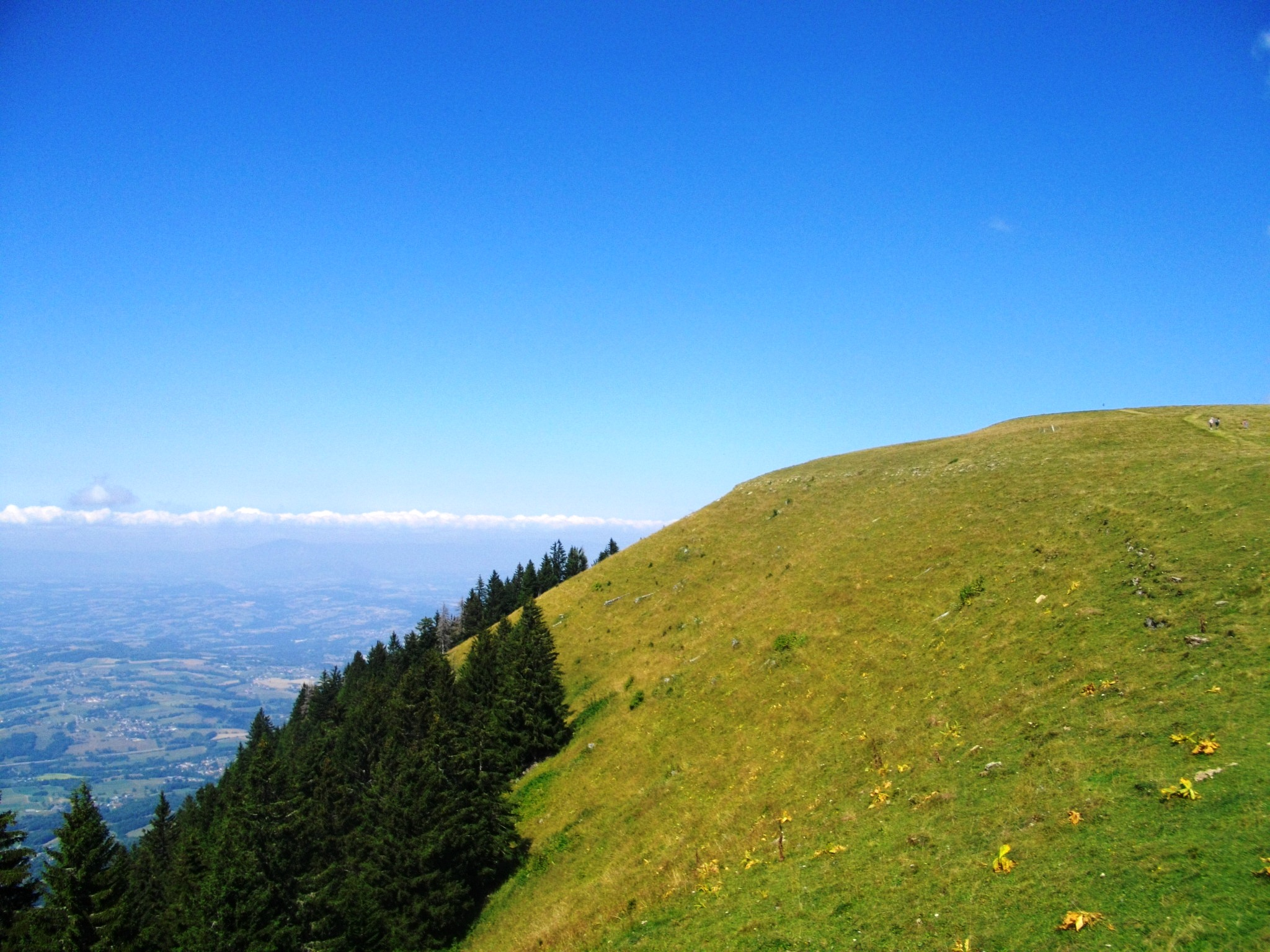
Des sapins à l'alpage, versant ouest du crêt de Châtillon.

L'été, depuis plusieurs siècles, les agriculteurs font paître leurs troupeaux sur les alpages du Semnoz et y produisent beurre, tomme et chevrotin. Depuis quelques années, avec l'extension de la zone d'appellation d'origine contrôlée du reblochon, les alpagistes fabriquent également ce célèbre fromage originaire de la vallée de Thônes.
En 2005, une première retenue d'eau a été aménagée afin d'alimenter les troupeaux. En 2011, le chalet d'habitation de l'alpage a été racheté, reconstruit et inauguré en juillet 2013.
L'hiver, depuis 1969, avec la création des premières pistes de ski alpin équipées de remontées mécaniques, et depuis 1976, avec la création du premier centre de ski de fond et des premières pistes de ski nordique, les alpagistes laissent la place aux amoureux des loisirs hivernaux (ski, raquette, etc.).
Au-dessus de la luge d'été, il existe deux mares écologiques qui sont entre autres un abri du triton alpestre, espèce typique des mares de montagne.

### La forêt
À l'exception du plateau sommital, le Semnoz est complètement boisé et les forêts sont exploitées. En 2004, le label d'éco-certification pour la forêt du Semnoz est attribué, garantissant la gestion durable de la forêt.

### La desserte du Semnoz
Peu de routes permettent l'accès au Semnoz. La première part d'Annecy ou de Quintal, la seconde de Saint-Jorioz, de Saint-Eustache ou de Leschaux. Toutes deux se rejoignent à son sommet. Ces routes ont été redessinées et modernisées à partir de 1996 afin de rendre plus accessibles le massif au Grand public. 
Depuis 1997, de début juin à fin août, la « ligne du Semnoz » de la SIBRA permet en 45 minutes de monter au sommet en autocar aménagé pour le transport des VTT, au départ de la gare d'Annecy. Le bus peut accueillir 21 VTT fixés sur des racks et 26 places assises. Tous les jours en juillet et août, la ligne fait six allers-retours par jour et dessert neuf arrêts depuis la gare d'Annecy jusqu'au chalet d'alpage. En 2012, près de 10 000 montées ont été dénombrées, dont 44 % avec un VTT.
De 1988 à 1996, la ligne s'arrêtait seulement au site protégé des Puisots permettant un accès direct à tous les sentiers du Semnoz. Depuis l'été 2021, une seconde ligne part de la place de la Combe à Alby-sur-Chéran et rejoint le sommet du Semnoz par la route du Quintal.

### Stade de neige du Semnoz
Le Semnoz est aussi un vaste stade de neige familial (un domaine skiable sans possibilité d'hébergement). Dès les années 1870, des skieurs ont commencé à descendre les champs de neige et le premier hôtel-restaurant date de cette époque. Aujourd'hui durant l'hiver il est fréquenté par des dizaines de milliers de personnes — il a été estimé jusqu'à 15 000 personnes le dimanche. 
On peut y pratiquer :
- du ski alpin (18 pistes, 10 remontées mécaniques) ;
- du ski de fond (46 km de parcours) ;
- des raquettes ;
- de la luge d'été et d'hiver (descente de 640 m) ;
- du parapente ;
- du snowkite.

Quelque 100 000 forfaits de ski alpin sont vendus chaque année et 30 000 accès aux trois pistes de ski nordique. 
En 1992, deux espaces pédagogiques ont été construits pour permettre aux enfants des écoles de faire du ski de fond. Lors de l'hiver 2011/2012, chaque jour, quelque 600 écoliers et collégiens sont venus avec leur classe pratiquer le ski de fond.
Depuis la saison d'hiver 2006/2007, sous l'impulsion du directeur de la station et du Sipas, un deuxième centre de ski nordique a été installé au départ de la longue piste de ski de fond dite du « Plateau » (versant Bauges). Depuis la saison d'hiver 2007/2008, un nouveau télésiège remplace l'ancien téléski qui équipait la piste de la Combe des Villards (secteur particulièrement enneigé).

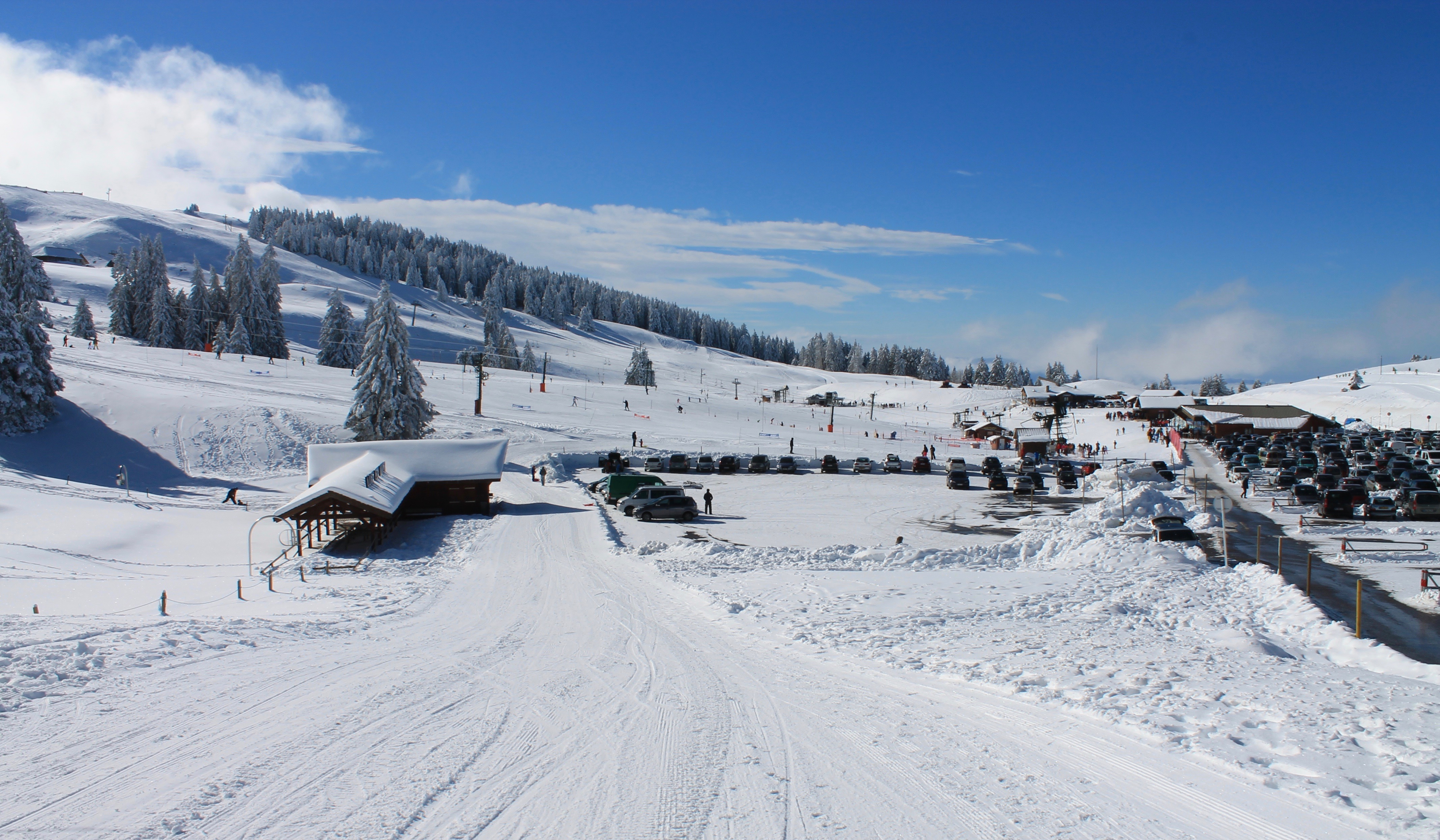
Espace accueil ski alpin (billetterie, départ des remontées mécaniques, restauration, parking) du « Versant Annecy » du stade de neige du Semnoz.

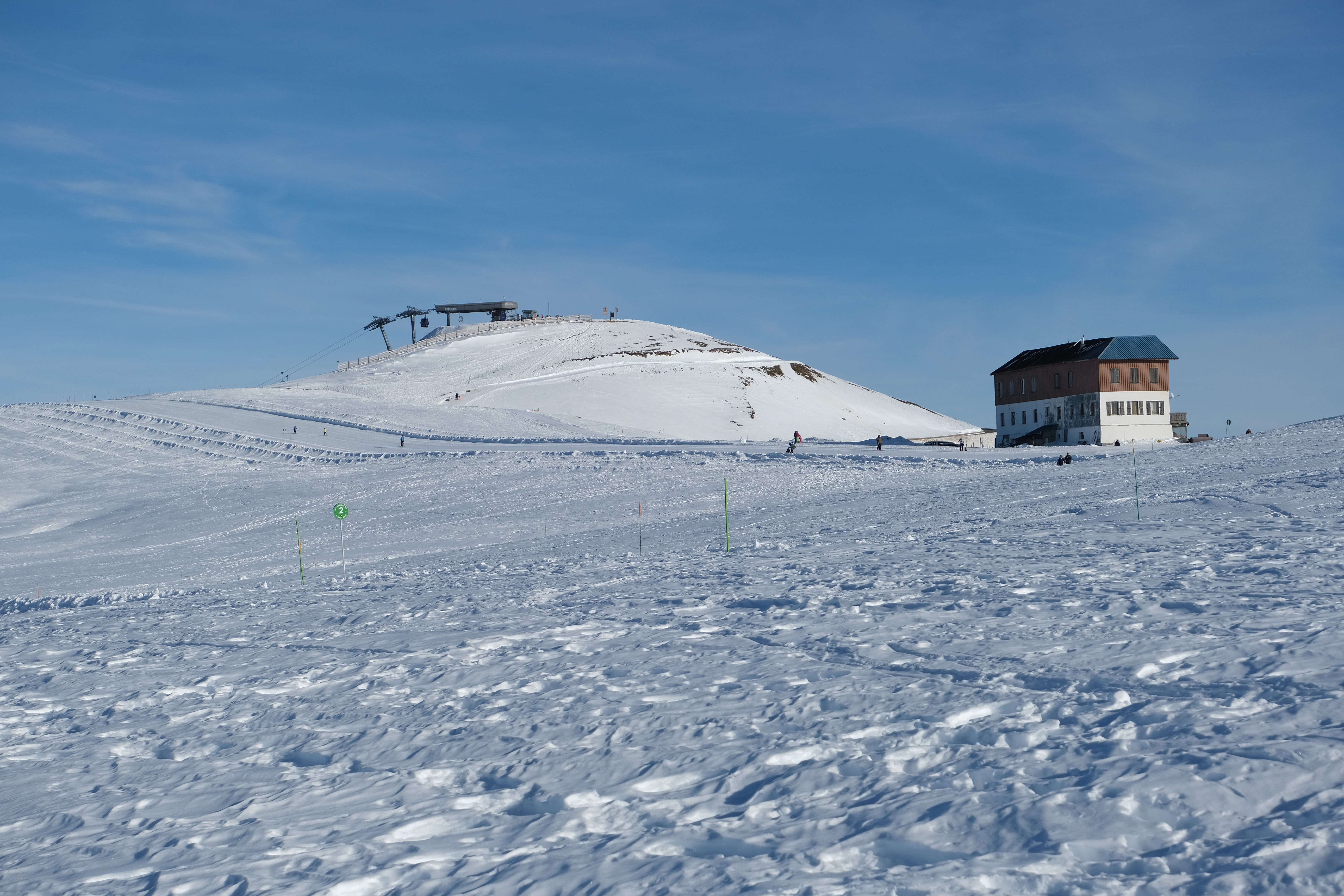
Le sommet de la station avec la gare d'arrivée du télémix et le foyer de ski de fond.

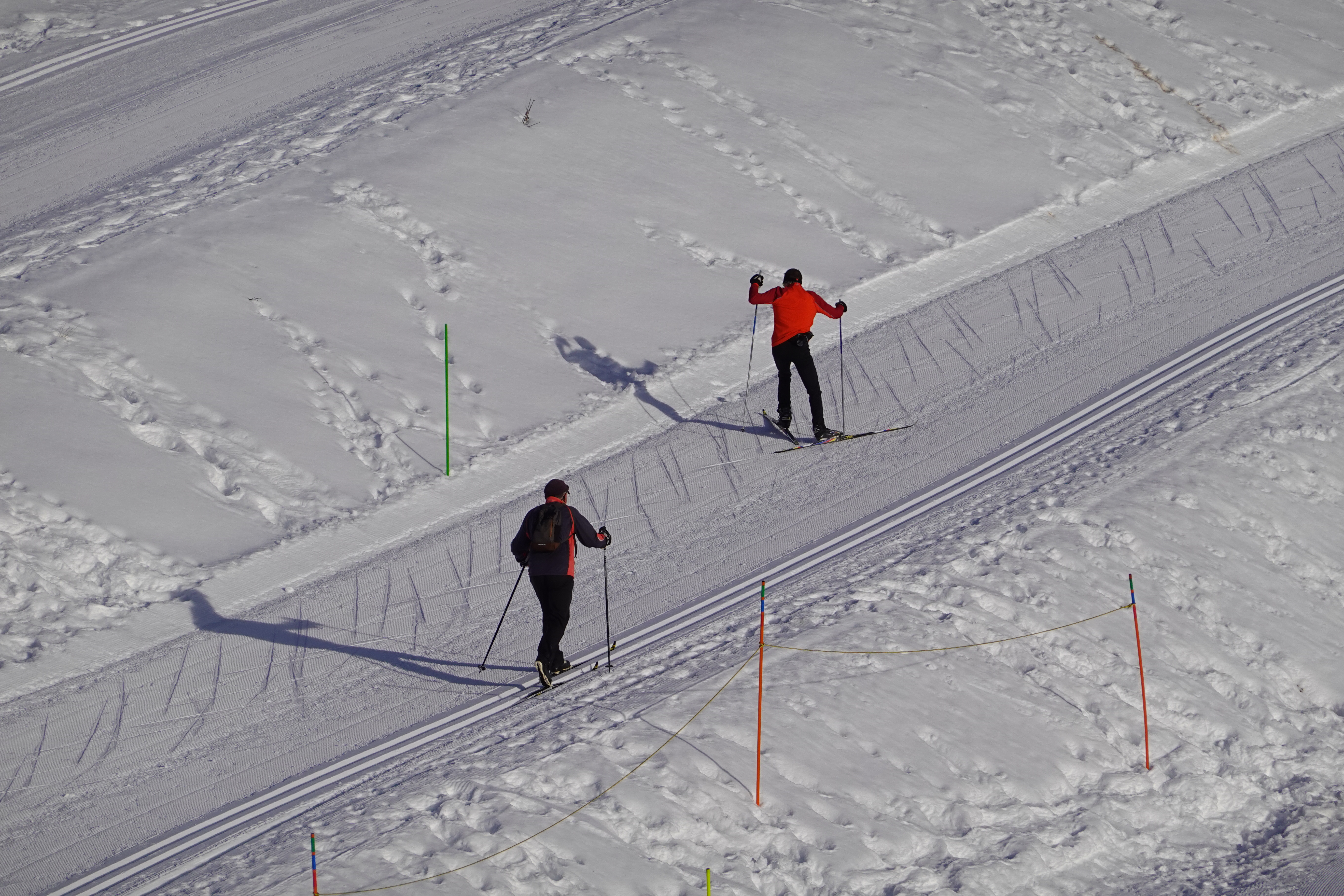
Ski de fond au stade de neige du Semnoz.

## Cyclisme

### Profil de l'ascension
La montagne du Semnoz peut être grimpée par trois versants.
Le premier, le versant nord, au départ du rond-point (448 m) à côté du commissariat de police et de la piscine des Marquisats à Annecy, est long de 17,4 km à 6,97 %. Après avoir atteint le rond-point en bas du château de Trésun, une série de lacets en forêt démarre, dans des pourcentages de l’ordre de 6 à 8 %. Cette première partie est plutôt ombragée, ce qui est un avantage en été. Les kilomètres suivants, des kilomètres 5 à 8, sont plus roulants,, de 3 à 5 %, malgré quelques raidillons au-delà du centre des Puisots (805 m). C’est après que débute l’ultime partie, nettement plus difficile, avec 9 km à 8,5 %. La route y est gravillonneuse jusqu’au carrefour (1 025 m) avec la route de Quintal (D241). Le pourcentage moyen par kilomètre affiché varie de 8 à 10 % et la route est parfois rectiligne. À 7,5 km du sommet environ, la route rejoint celle du versant de Quintal. Un kilomètre à 10 % suit peu après. À 3 km du sommet, on entre dans les pâturages avec des pourcentages toujours aussi difficiles avec notamment un passage raide, à près de 11 %, à l’amorce du dernier kilomètre. C'est sur ce versant que figure la station du Semnoz, en approchant l'altitude de 1 500 m. Le sommet à 1 670 m est jugé quelques hectomètres après le restaurant des Rochers blancs, où la pente marque une accalmie pour le final.

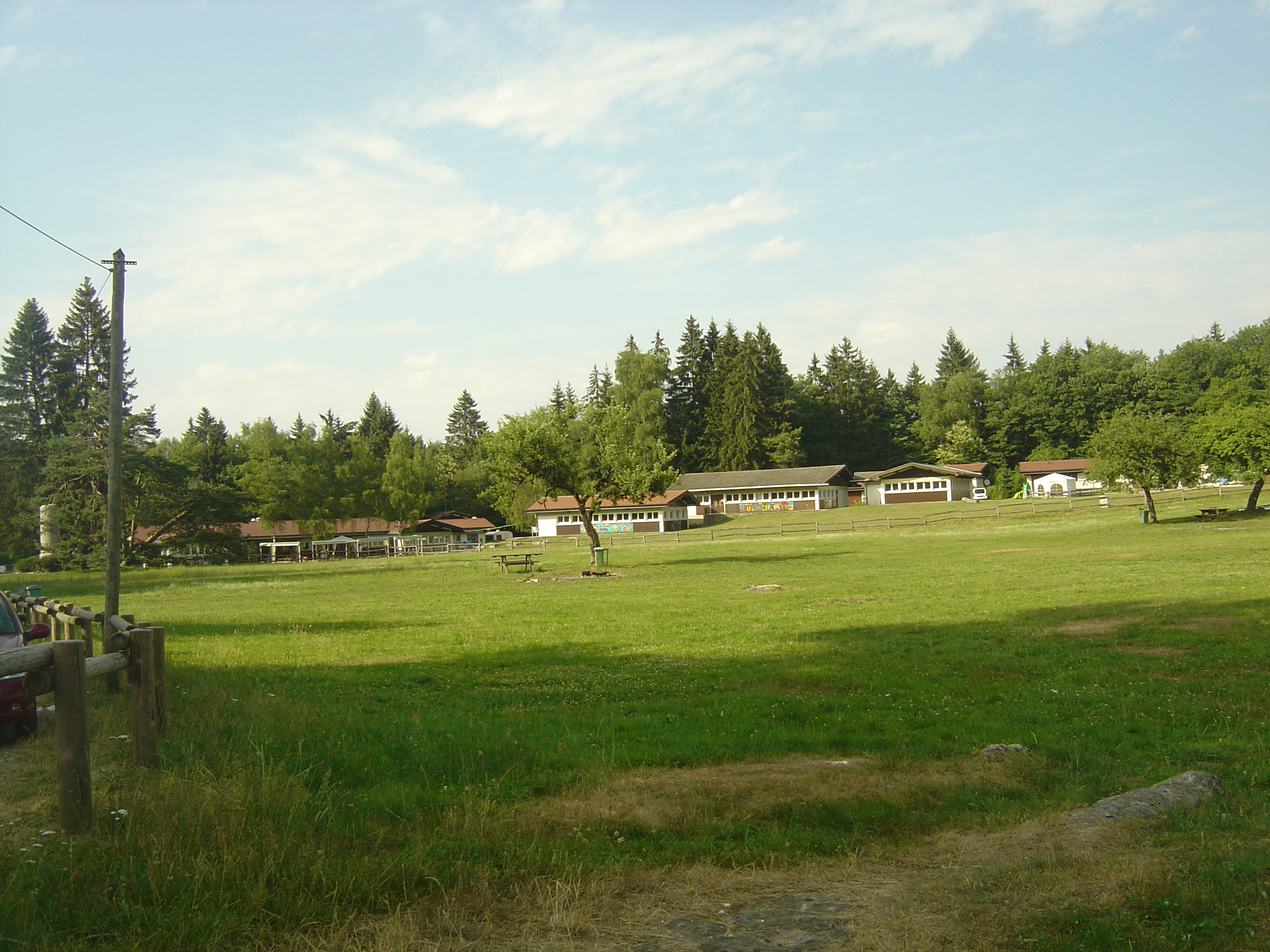
Le centre des Puisots
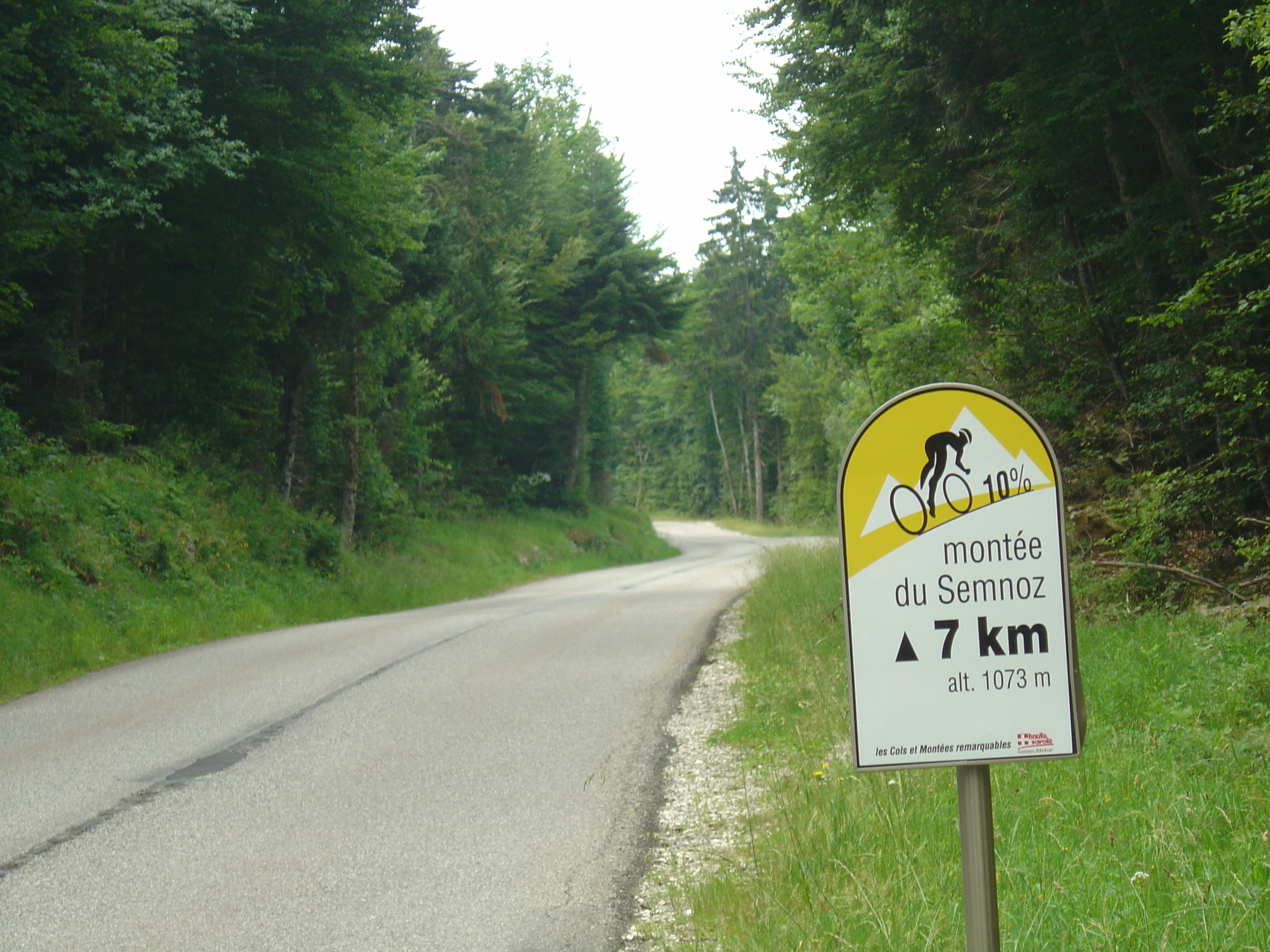
Kilomètre à 10 % après le croisement de la route de Quintal
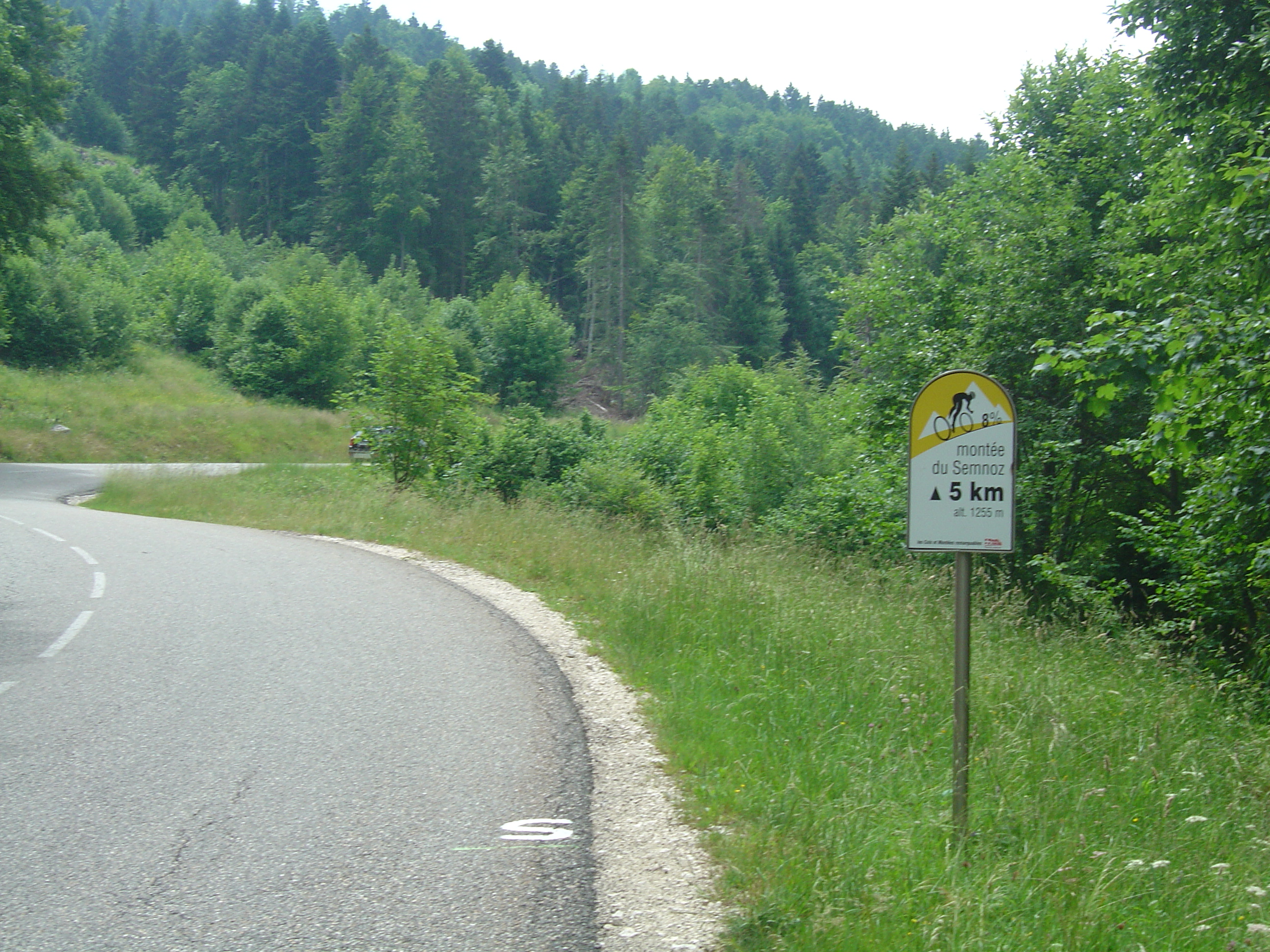
Kilomètre à 8 % à 5 km du sommet
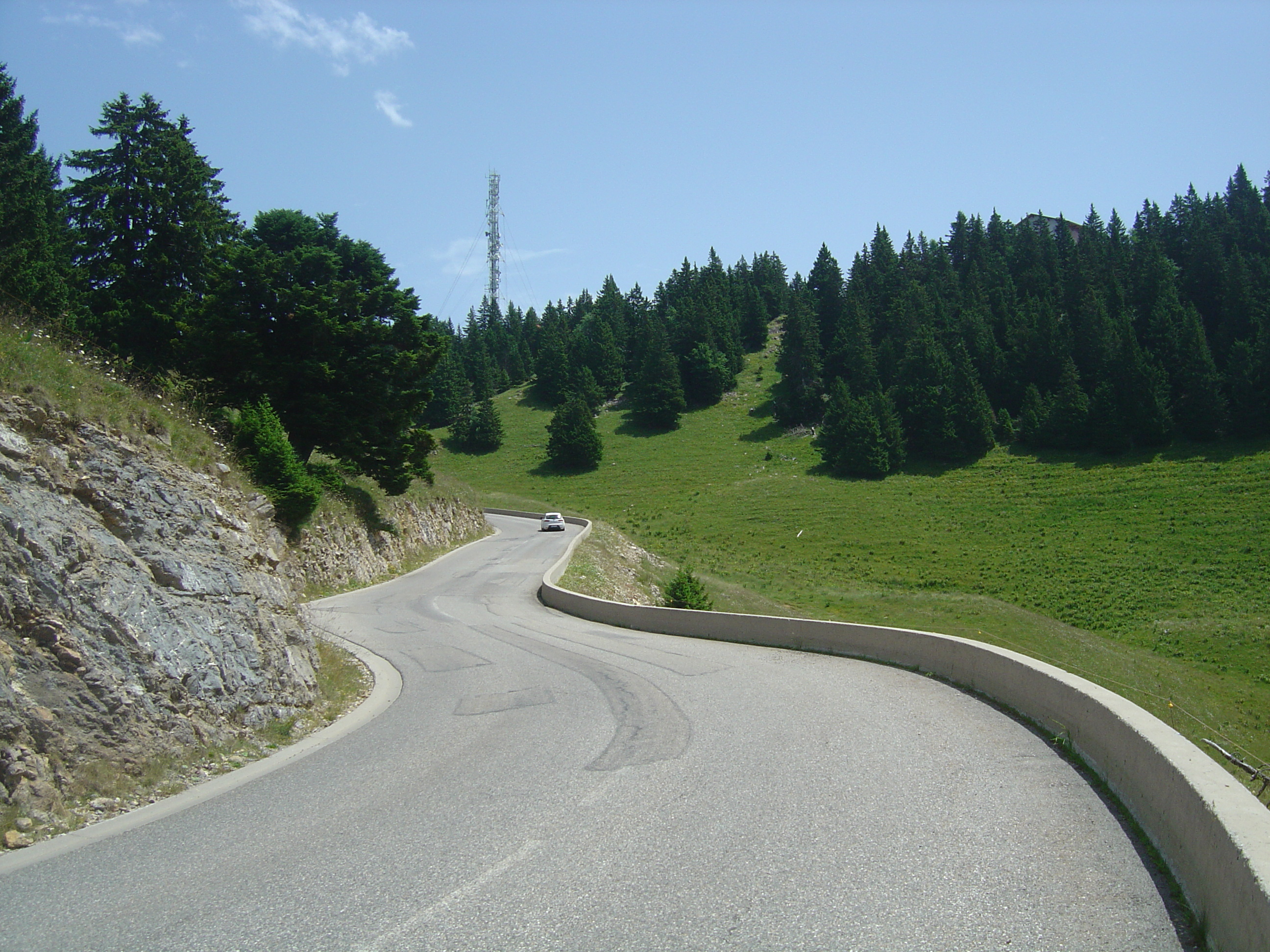
Passage difficile à l'amorce de l'ultime kilomètre

Le deuxième, le versant nord-ouest, démarre communément à Quintal. Mais en fait, il grimpe déjà si on vient du hameau de Vieugy (600 m environ), pour une distance de 14,1 km à 7,6 % à partir du rond-point où on quitte la route D5 pour la route D5a ; ou encore Viuz-la-Chiésaz (582 m) à l'opposé pour 14,7 km à 7,4 %. Les deux routes de Vieugy et Viuz-la-Chiésaz se rejoignent à un carrefour (736 m) dans le village de Quintal ; de là il reste environ 11 km à 8,4 %. Le premier kilomètre après cette jonction est particulièrement irrégulier puisque raide au départ avec un passage à plus de 10 % sur environ 600 m, il se termine par un replat plus haut en quittant le village. Après être rentré dans la forêt, la route se cabre plus sérieusement avec des pentes de 10 et 11 % sur plus d'un kilomètre. Mais elle se radoucit avant d’arriver au croisement (1 025 m) avec la route du versant provenant d’Annecy,. À partir de là, les 7,5 derniers kilomètres sont communs avec ceux du versant nord.

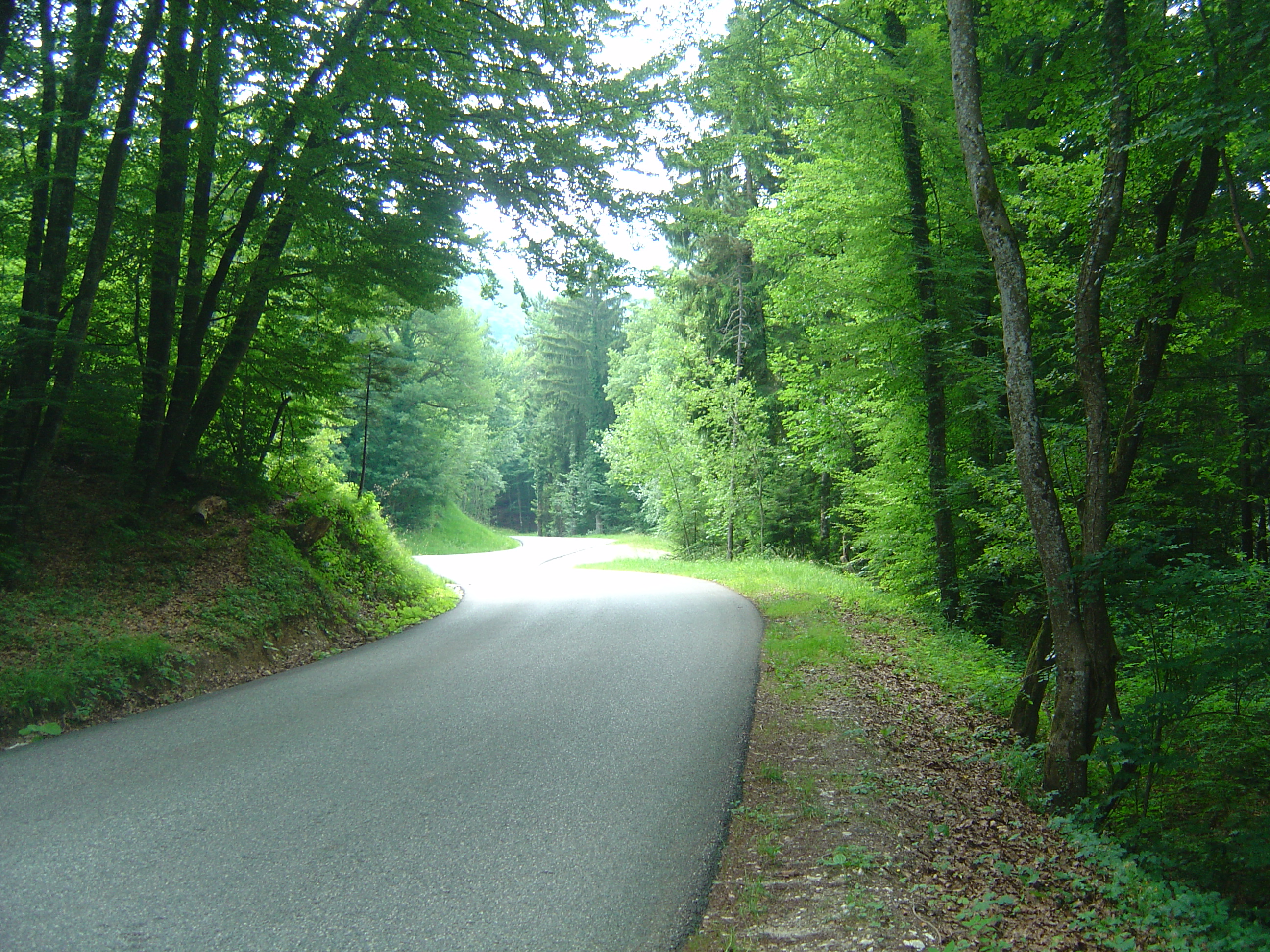
Kilomètre à 9,7 % en forêt après la sortie de Quintal
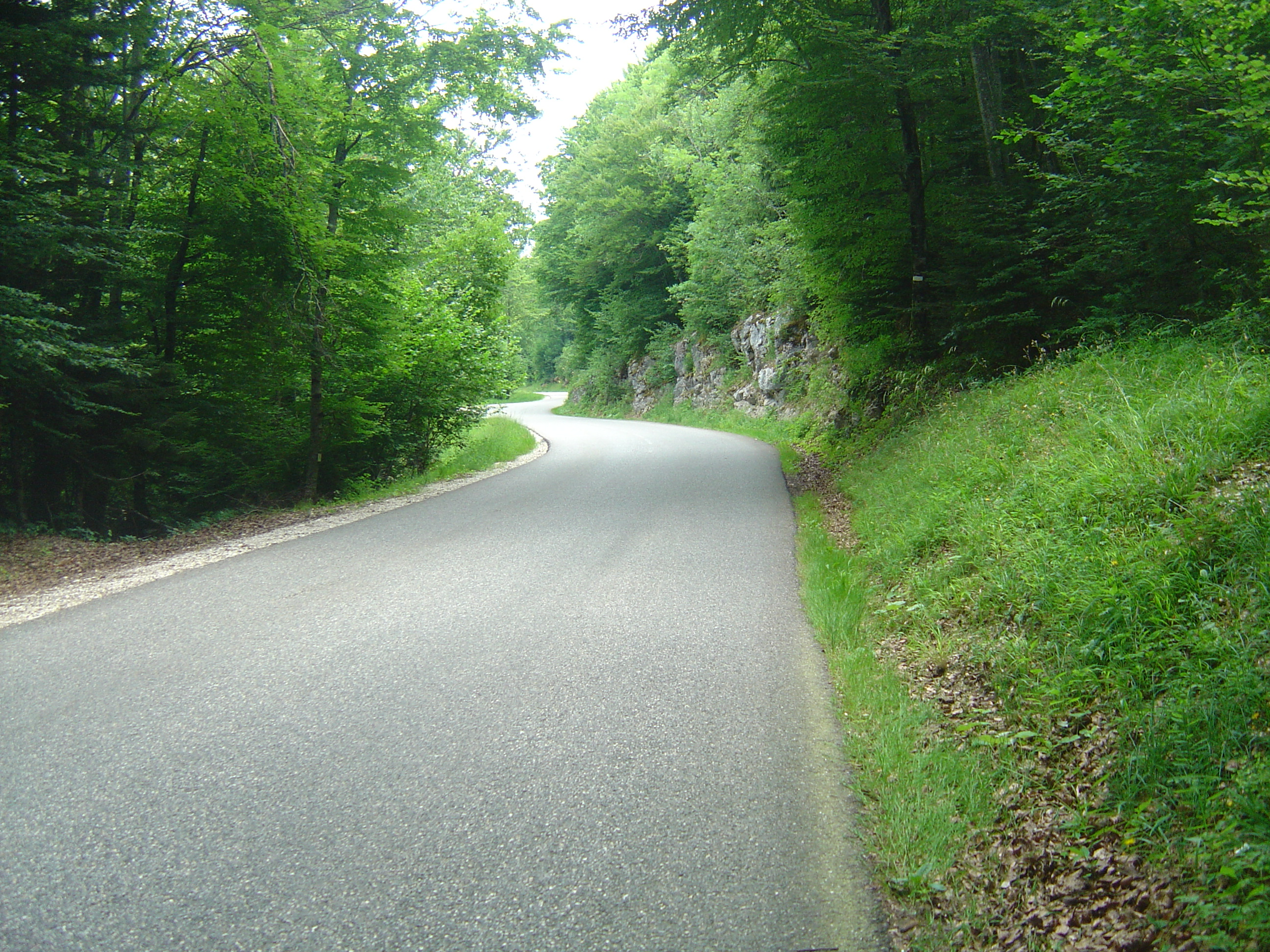
Troisième km à 10,1 % après Quintal
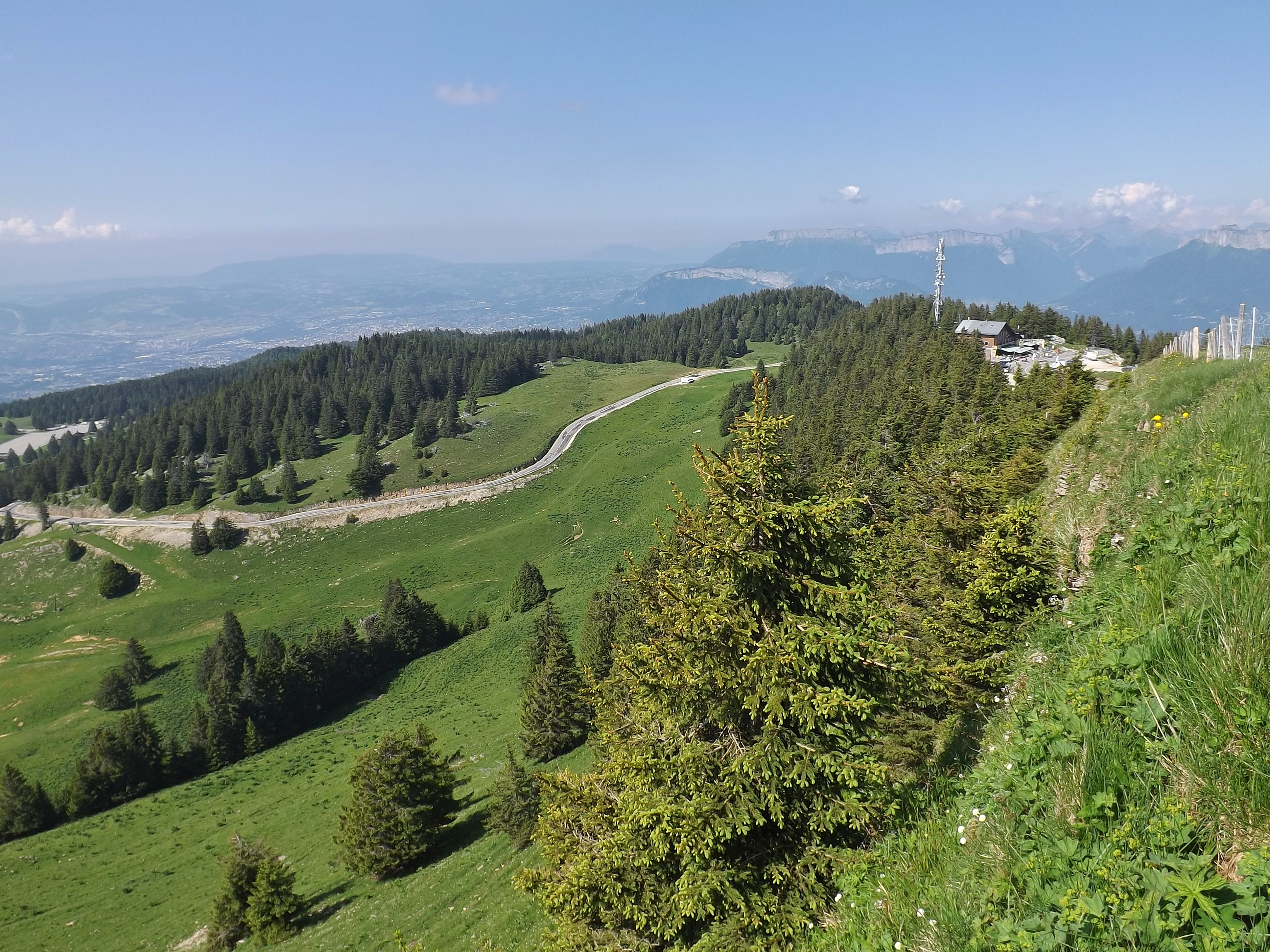
Plus bas la route du final commun aux versants de Quintal et Annecy

Le dernier, le versant sud-est, plus facile, démarre au col de Leschaux (897 m) pour 13,4 km à 5,69 % de moyenne. La particularité de ce versant est d’offrir de longues lignes droites avec des distances plutôt importantes entre les épingles, pendant une grande partie de l’ascension. La traversée du village de Leschaux est plane sur quelques hectomètres mais à la sortie de ce village, un coup de cul à près de 8,5 % oblige à passer sur un développement plus souple. Dès lors, la pente est pendant 6 km dans des pourcentages réguliers à 6 et 7 %. La route se situe alors parfois en balcon avec la vue sur Leschaux plus bas et le roc des Bœufs. Deux kilomètres de replat, avec des pourcentages de près de 3,5 %, débutent à 6 km du sommet. Mais la pente redevient plus difficile à 3,5 km du sommet avec des pourcentages de près de 8 % alors que la route se rétrécit et la chaussée est déformée. C’est à 1,5 km du sommet que l’on sort de la forêt pour entrer dans les pâturages. Il reste environ 800 m à parcourir après le chalet nordique du « courant d’Ere » avec des pourcentages plus roulants.

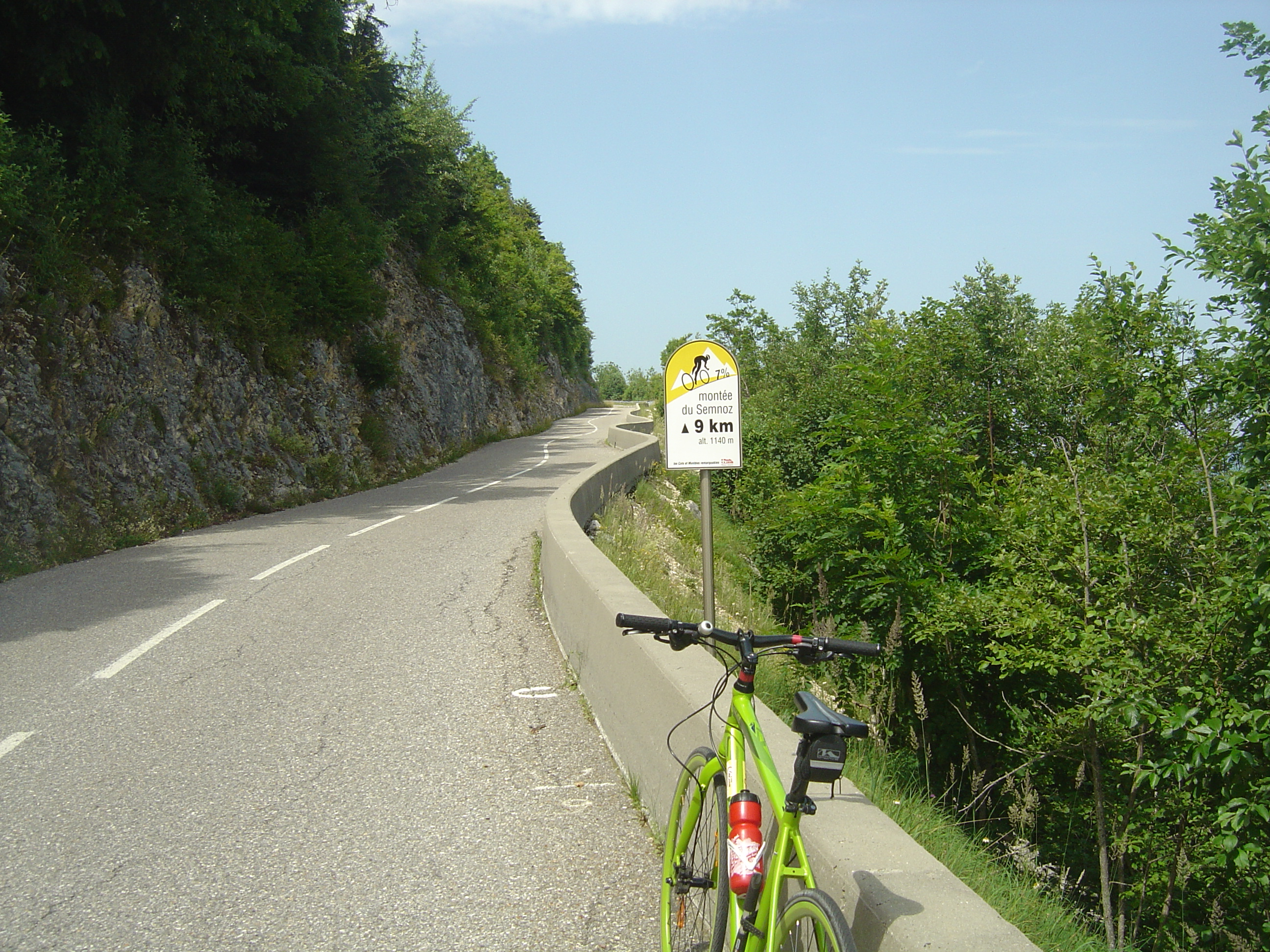
Route rectiligne et pourcentages réguliers à 6 et 7 %
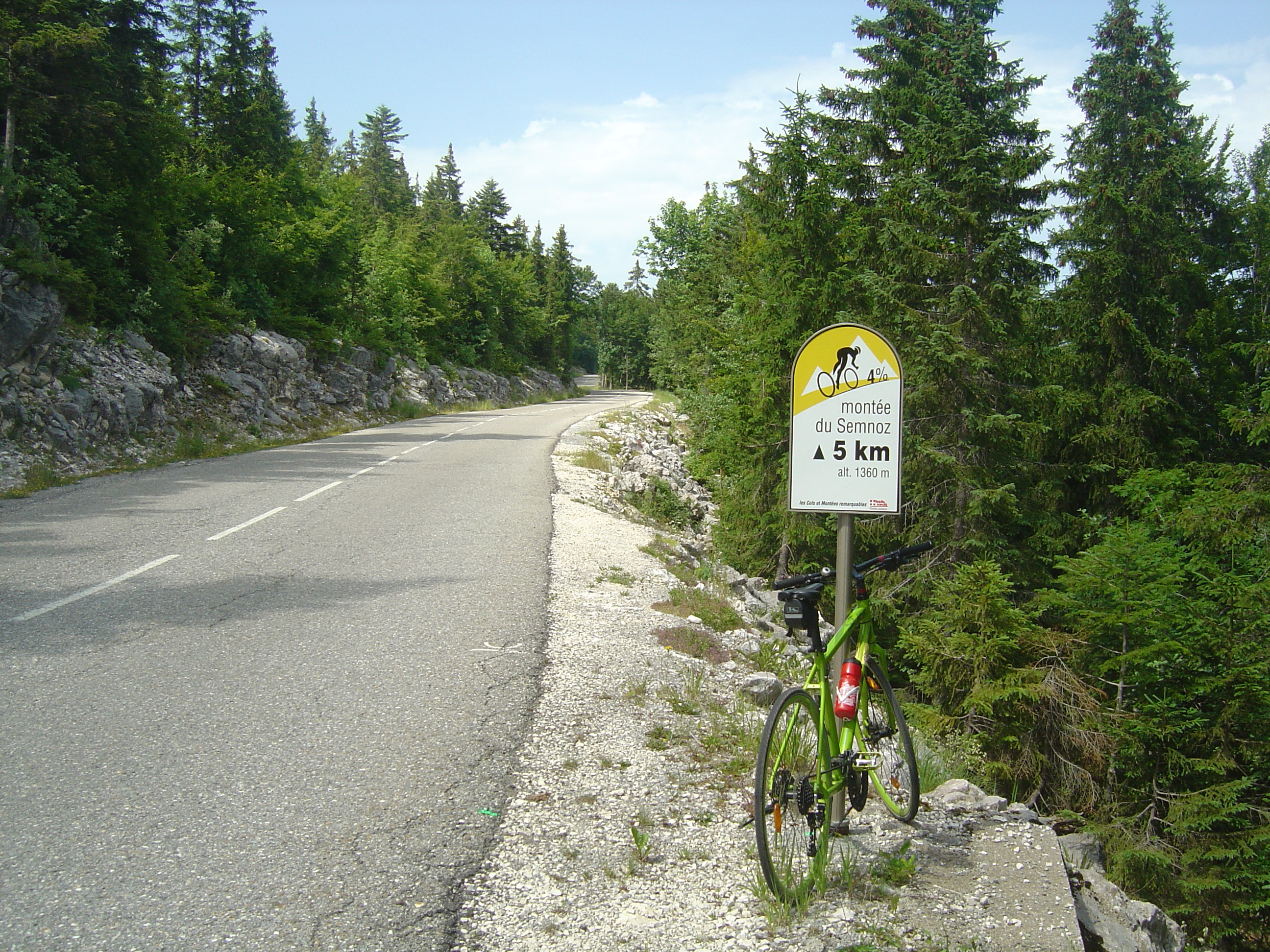
Un kilomètre plus roulant à 5 km du sommet
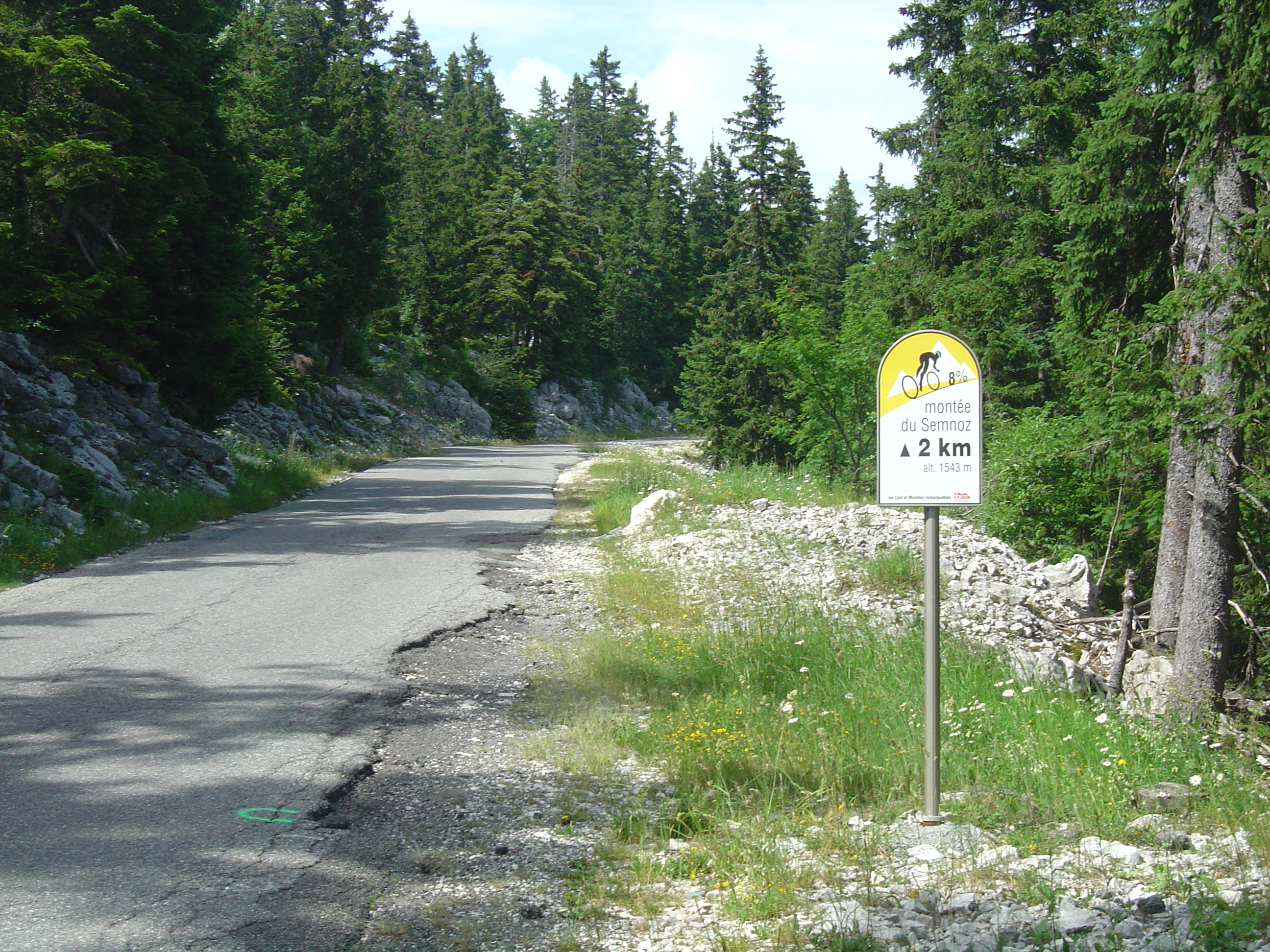
Pourcentage plus dur dans l'avant-dernier kilomètre et chaussée déformée
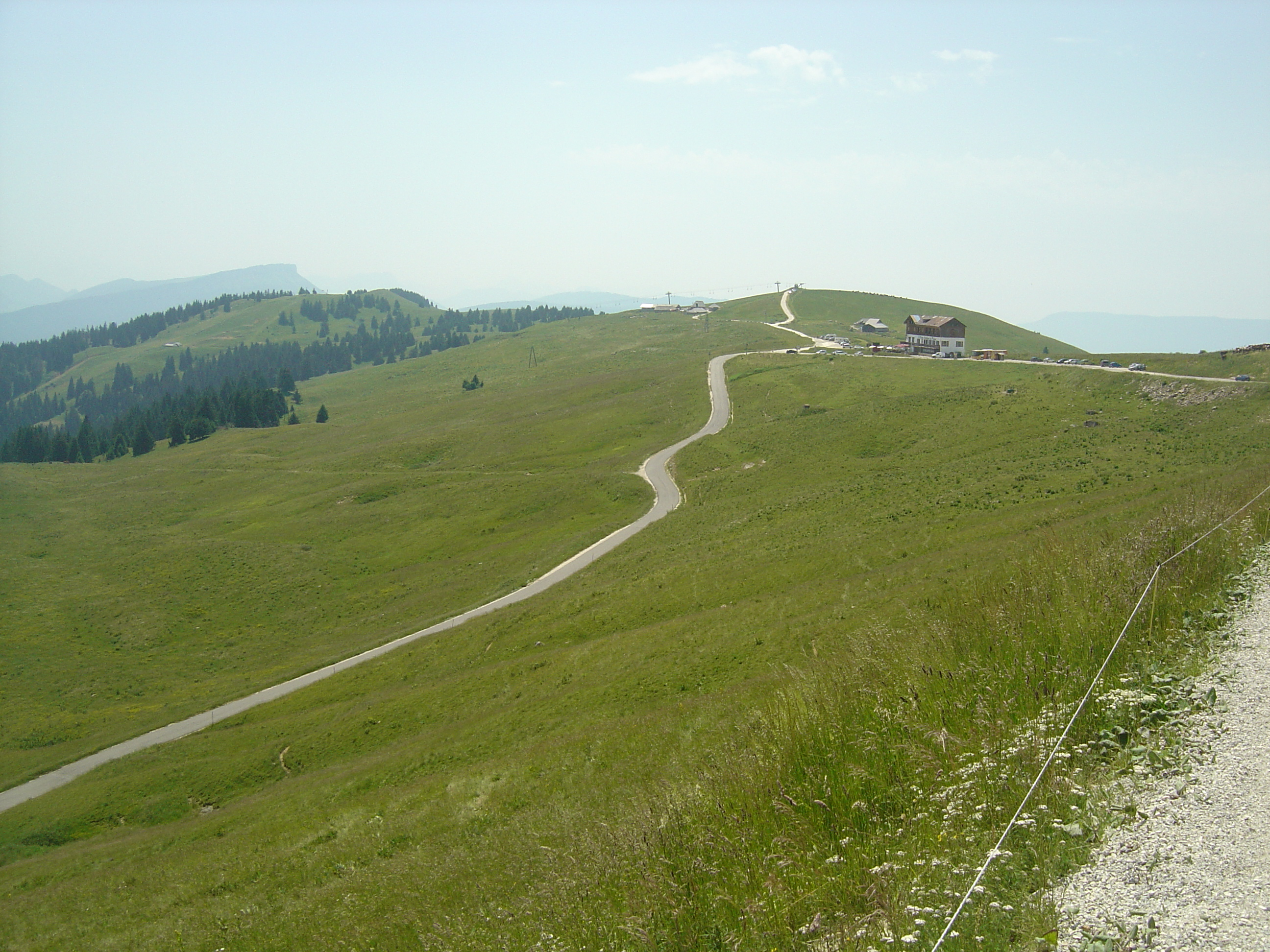
Plus bas la route du dernier kilomètre et passage devant le chalet nordique du « courant d'Ère »

### Tour de France
- En 1998, lors du Tour de France, le Semnoz fut gravi par le peloton lors de la 17e étape, par le versant d'Annecy. Cependant, à cause de l'affaire Festina, et de la mise en garde à vue de l'équipe TVM, l'étape fut neutralisée par les coureurs, et l'ascension, pourtant inédite et classée en 1re catégorie, ne compta pas pour le classement de la montagne.
- Ce n'est que 15 ans plus tard qu'ASO reprogramme le Semnoz à l'occasion de la 100e édition du Tour de France, dans l'avant-dernière étape. Le Semnoz fut grimpé par Quintal et classé hors-catégorie. Le Colombien Nairo Quintana arrive en tête au sommet, remporte l'étape et endosse le maillot à pois.

### Cyclisme amateur
Chaque année, depuis 2005, est organisée au mois de septembre la Grimpée cycliste du Semnoz (environ 150 participants). Les meilleurs cyclistes grimpent en moins de 3/4 d'heure.

### Rallye automobile
La montée du Semnoz a souvent été utilisée pour le Tour de France automobile.

## Tournages
- Une scène du film Le Vélo de Ghislain Lambert (2001) a été tournée au Semnoz. On y voit Ghislain Lambert, personnage joué par Benoît Poelvoorde, grimper le final du Semnoz par son versant sud-est en passant devant le chalet du Courant d'Ère, luttant pour terminer l'étape dans les délais sur le Tour de France 1974. En réalité, le Tour de France 1974 n'est pas passé par le Semnoz mais par le mont Salève.
- En 2012, la série télévisée Les Revenants y est tournée[27].
- Le 7e épisode de la série Sortie de Secours a été tourné sur le géosite des tours Saint-Jacques[28].

## Autres évènements
- Occasionnellement au sommet, des soirées d'observation astronomique sont proposées au grand public lors d'événements astronomiques exceptionnels.
- Une montée pédestre a également lieu au mois de mai, les premiers terminant l'ascension en moins d'une heure.
- La Maxi-Race du Lac d'Annecy, célèbre course de trail qui se déroule à la fin du mois de mai, a pour première grande ascension la montagne du Semnoz sur son long parcours. Le parcours solitaire le plus long fait 85 km et 5 300 m de dénivelé[29].